# Cecha konstrukcyjna
Cecha konstrukcyjna (ang. feature) – w CAD predefiniowany obiekt charakterystyczny, taki jak: powierzchnia płaska, powierzchnia walcowa, dwie powierzchnie równoległe, próg, gwint, szczelina, otwór, rowek itd. Liczba cech konstrukcyjnych zależy od konkretnego programu CAD, w praktyce wynosi od kilku do kilkudziesięciu. Pierwszym programem bazującym na cechach konstrukcyjnych był Pro/ENGINEER (1988 rok). Inne tłumaczenie na język polski terminu „feature” to „całostka”. Modelowanie oparte na cechach konstrukcyjnych (FBM) jest jedną z metod modelowania cyfrowego.